# Gaelské Irsko
Gaelské Irsko (irsky Éirinn Ghaidhealach) je historické označení pro politický, kulturní a sociální řád keltských obyvatel Irska od dávné prehistorie, trvající až do 17. století. Po celé 1. tisíciletí n. l. nebylo Irsko jednotným státem. Existovaly zde desítky túath, menších či větších „království“, jejichž králové (irsky rí), v podstatě náčelníci, mezi sebou často bojovali. Menší království byla vazaly mocnějších, ale třebaže se v pozdějších dobách někteří vladaři prohlašovali velekráli, žádnému se nepodařilo založit dynastii, která by dokázala politicky sjednotit celé Irsko.

## Seznam gaelských království
K historicky nejvýznamnějším drobným královstvím gaelského Irska náležely:
- Mumhain (anglicky Munster), později se rozdělilo na:
  -  Tuadhmhumhain (anglicky Thomond, moderně irsky Tuamhain) neboli Severní Munster
  -  Deasmhumhain (anglicky Desmond) neboli Jižní Munster
- Laighin (anglicky Leinster)
- Connachta (anglicky Connacht)
- Ulaid (anglicky Ulster), dříve království Dál nAraidi a Dál Riata
- Aileach dynastie severních Uí Néillů, později se rozdělilo na:
  -  Tír Chonaill (anglicky Tyrconnell)
  -  Tír Eoghain (anglicky Tyrone)
- Bréifne (anglicky Breffny), později se rozdělilo na:
  -  Západní Bréifne
  -  Východní Bréifne
- Mide (anglicky Meath), později hrabství Meath, království bylo anektováno a byla zde založena dynastie  jižních Uí Néillů
- Airgíalla (anglicky Oriel)
- Osraige (anglicky Ossory)
- Uí Mháine (anglicky Hy Many)
- Magh Luirg (anglicky Moylurg)
- Fir Manach (anglicky Fermanagh)
- Éile, Éle či Éli (anglicky Ely)
- Uí Failghe (anglicky Offaly)
- Ciarraighe

(Poznámka: Heraldické znaky náleží dynastiím, které královstvím vládly. V této době neexistuje státní symbolika.)

### Normanské útvary v Irsku
Po normanském záboru roku 1171 byla velká část dobytého Irska podrobena a sjednocena pod anglickou korunou, později v roce 1542 bylo toto anglonormanské Irské lordství (anglicky Lordship of Ireland) povýšeno na Irské království (Kingdom of Ireland), přesto si některé původní gaelská území zachovala samostatnost, a to až do 17. století.

## Historie

### Pravěk a příchod Keltů

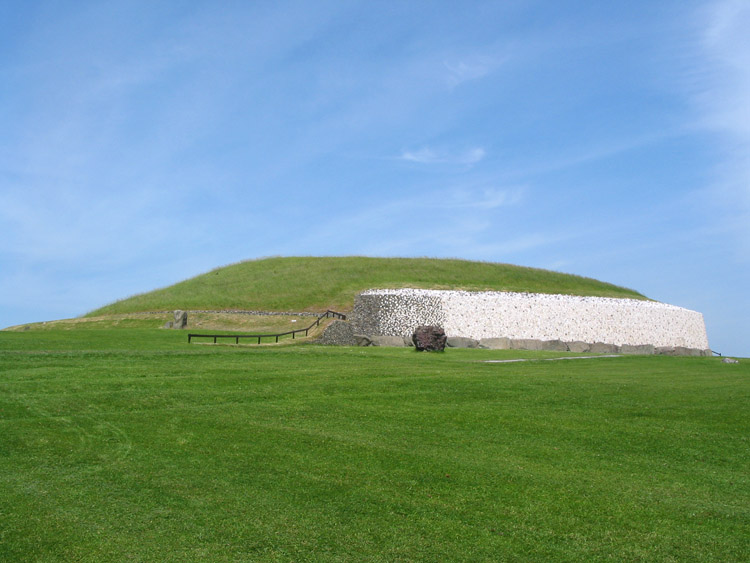
Megalitická hrobka Newgrange

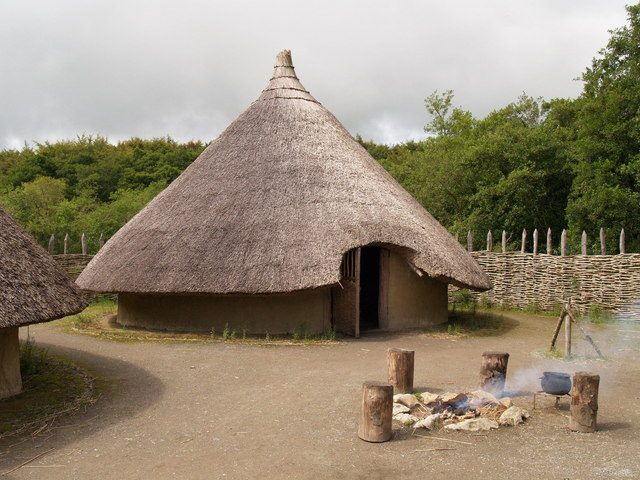
Rekonstrukce obydlí doby železné

Na rozdíl od ostatních evropských zemí je osídlení Irska velmi nedávného data; nejstarší doklady přítomnosti mezolitických lovců a sběračů v severovýchodní části ostrova pocházejí z 6. tisíciletí př. n. l. Na sklonku 5. tisíciletí př. n. l. se do Irska rozšířilo zemědělství. Tito neolitičtí zemědělci po sobě zanechali působivé megalitické mohyly, jako například Newgrange v hrabství Meath (okolo 3200 př. n. l.). Kolem roku 2500 př. n. l. počíná v Irsku doba bronzová. Zejména na jihozápadě země se na mnoha místech našly pozůstatky těžby mědi. Měď a zlato, jimiž Irsko oplývalo, se v tehdejších dobách vyvážely do celé Evropy. Doba železná nastává s postupným příchodem keltsky hovořících kmenů z evropské pevniny. Jako první zmiňují antické prameny Priteny (Pritany), jejichž jméno dnes přežívá ve slově Británie. Zdá se, že tito příchozí v několika vlnách od 7. do 1. století př. n. l. nepředstavovali příliš početnou skupinu obyvatelstva, neboť nedávný výzkum, založený na rozborech DNA odhalil překvapivě blízkou příbuznost Irů s Basky. V jejich žilách tak, zdá se, převažuje krev předindoevropských obyvatel Evropy. Nehledě na to, hovořila od této doby až do počátku 19. století většina obyvatel ostrova keltským jazykem.

### Raný středověk – země svářících se království

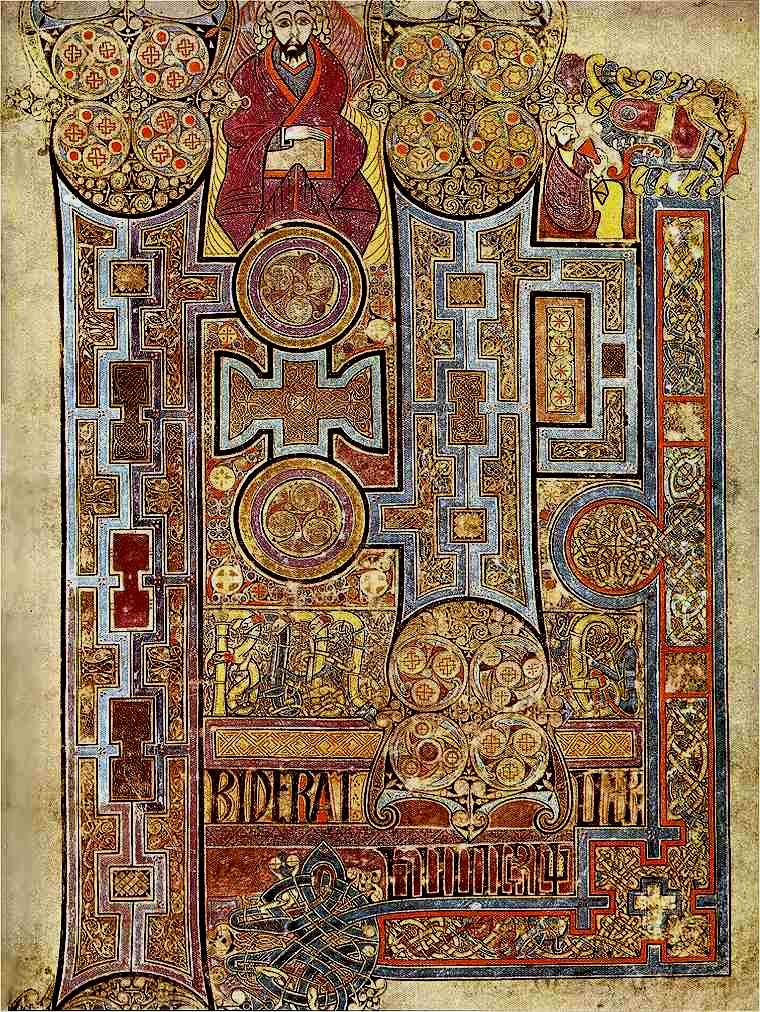
Kellská kniha, folio 292r

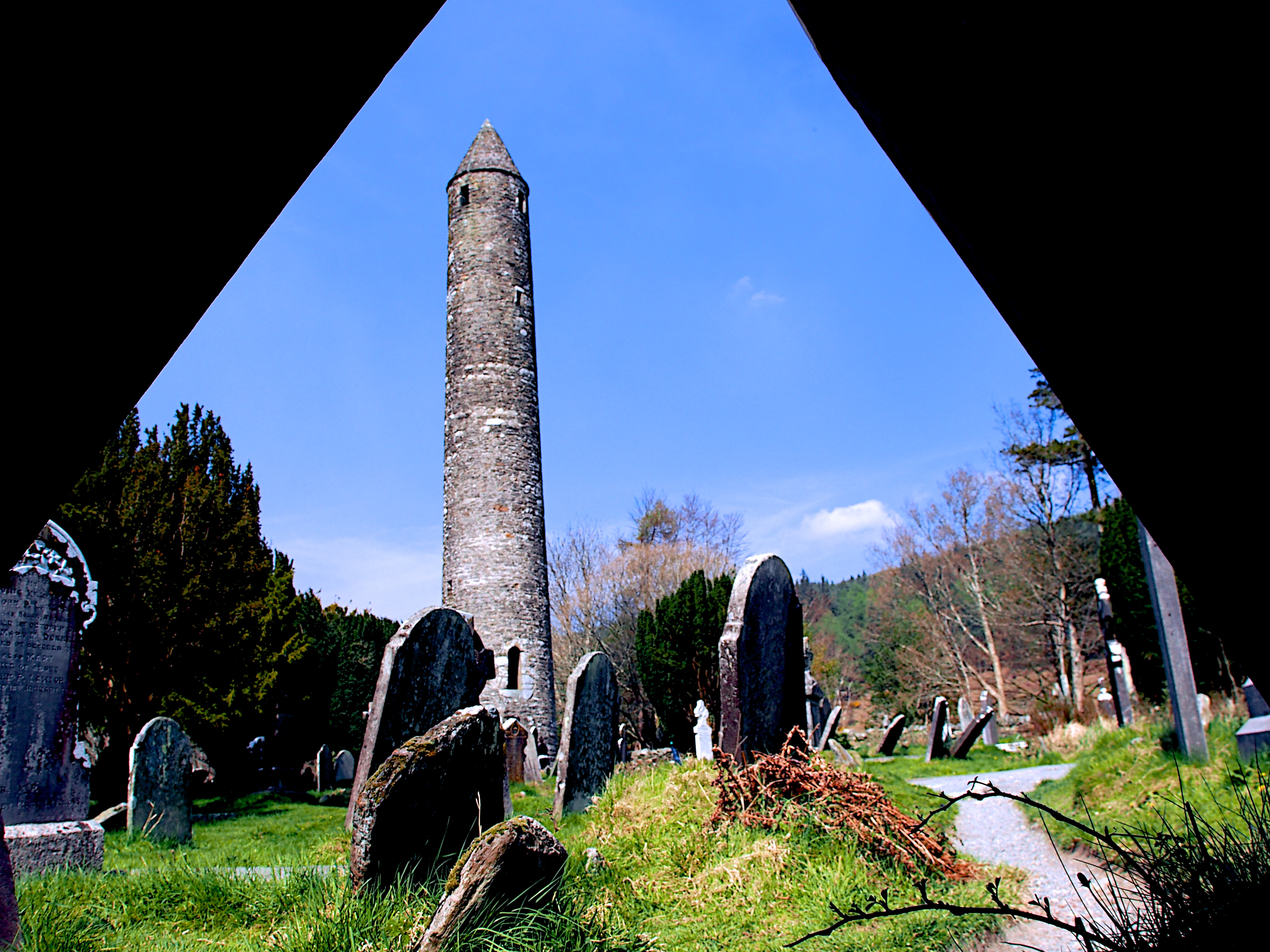
Kruhová věž kláštera Glendalough

Po celé 1. tisíciletí n. l. nebylo Irsko jednotným státem. Existovaly zde desítky túath, menších či větších „království“, jejichž králové (irsky rí), v podstatě náčelníci, mezi sebou často bojovali. Menší království byla vazaly mocnějších, ale třebaže se v pozdějších dobách někteří vladaři prohlašovali velekráli, žádnému se nepodařilo založit dynastii, která by dokázala sjednotit celé Irsko. Významnou úlohu ve společnosti hráli druidové, kteří působili jako kněží, léčitelé, učitelé, básníci a zákonopravci. Bohatá ústně tradovaná básnická kultura nezanikla ani po příchodu křesťanství, naopak, dočkala se písemné podoby. Křesťanství za časů římského panství v Británii pozvolna pronikalo i do Irska (známého Římanům jako Hibernia). Rozhodující úloha v pokojném pokřesťanštění Irska je připisována svatému Patrikovi, prvnímu irskému biskupovi, který v zemi působil po roce 432. V následujícím století vyrostla v Irsku řada klášterů, které se staly středisky latinské učenosti a Irští misionáři šířili křesťanství ve střední Evropě. Kamenné kříže rozeseté po ostrově a výpravné iluminované rukopisy, jako je Kellská kniha doposud vydávají svědectví o této době. 7. a 8. století je považováno za zlatý věk starého Irska.

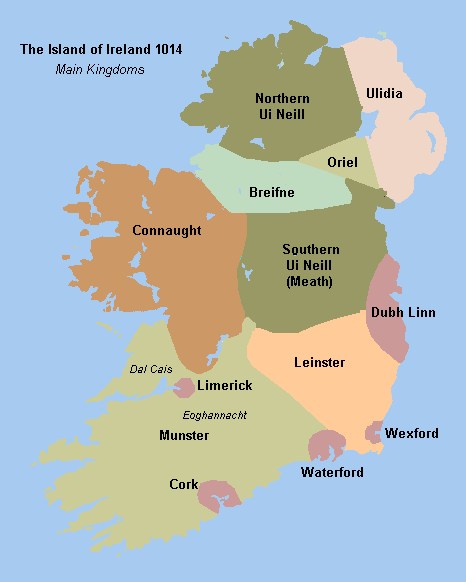
Irská království kolem roku 1014

Od roku 795 začali do Irska podnikat nájezdy vikingové, kteří drancovali kláštery a vesnice a odváželi vše cenné do své domoviny. Většina doposud dochovaných zlatých irských ozdob tak pochází z vykopávek vikinských hrobů v Norsku. Vikingové postupem času zřizovali na pobřeží stálejší osady, které se vyvíjely v města (Dublin, Wexford, Waterford, Cork, Limerick) a ovládali části Irska. Roku 1014 irský velekrál Brian Bóruma dokázal zlomit vikinskou moc, ale nebylo mu dáno zemi sjednotit, neboť ve vítězné bitvě u Clontarfu sám padl. Irsko se nanovo ponořilo do drobných, ale ustavičných válek mezi několika vůdčími královstvími. Rozhodující zlom v irských dějinách přišel ve druhé polovině 12. století.

### Normanský zábor

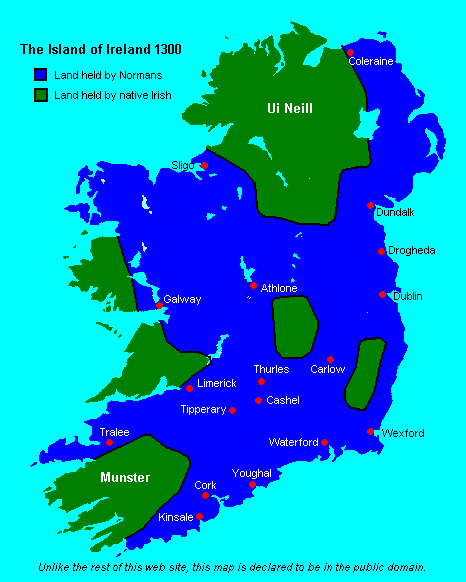
Irsko kolem roku 1300, zeleně gaelská území, modře normanské území náležící Irskému lordství.

Roku 1166 byl vládce východoirské provincie Leinster král Diarmuid Mac Murchada (Dermot MacMorrough) svržen svými protivníky a uprchl s prosbou o pomoc za anglickým králem Jindřichem II. Téhož roku se Rory O'Connor stal prvním králem Irska od roku 1014. Když Jindřichovu normanskému družiníkovi Richardu FitzGilbertovi de Clare přislíbil svržený král Diarmuid Mac Murchada svou dceru a dědictví, ten se mu zavázal svou pomocí a roku 1169 se vylodil v Irsku. Normané v Diarmuidových službách dosáhli rychle řady vítězství a když roku 1171 Diarmuid Mac Murchada zemřel, zdědil jeho panství Richard de Clare. O svrchovanost nad dobytým územím se záhy přihlásil král Jindřich II., který je udělil svému nejmladšímu synovi, pozdějšímu králi Janu Bezzemkovi. Od té doby bylo Irsko jako takzvané Panství Irské (Lordship of Ireland) pod svrchovaností anglických králů.

### Opětovné vzedmutí irské kultury

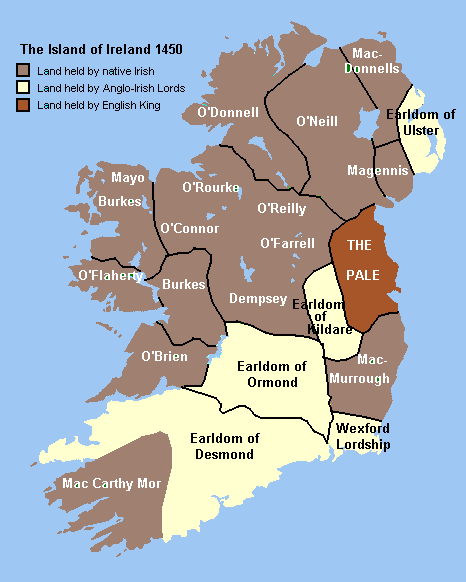
Irsko v roce 1450, území ovládané Gaely zeleně, země anglo-irské šlechty fialově, území anglického krále šedě

Do poloviny 13. století se tak většina Irska ocitla v majetku anglo-normanské šlechty. Země byla postupně členěna na hrabství, podle anglického vzoru byly zaváděny porotní soudy a parlament v Dublinu, stavěly se kamenné hrady namísto dosavadních dřevěných. Zejména ve vnitrozemí vznikala nová města (dosud jich z vikinských časů v Irsku bylo jen několik při pobřeží). Třebaže do Irska proudili přistěhovalci z Anglie a Skotska, postupem času většinou přijímali irský jazyk a zvyky. I moc keltské šlechty se pozdvihla a anglický kulturní vliv se smrskl na okolí Dublinu (jehož okolí muselo být opevněno jako tzv. Koloví) a několika dalších měst. Angličtí králové byli vázáni válkami ve Francii a domácími boji o trůn. Angličanům nic nepomohla ani nařízení, zakazující irské oděvy, řeč či smíšená manželství, jako byly například Kilkennyské výnosy (The Statutes of Kilkenny) z roku 1366. Díky těmto zákazům vypuklo téhož roku irsko-normanské povstání. Irský jazyk a literatura zažívaly ve 14. a 15. století svůj druhý vrchol.

### Irské království a tudorovská kolonizace
Obrat nastal až v 16. století za vlády Jindřicha VIII. a jeho nástupců. Když se Jindřich VIII. prohlásil hlavou církve ve svých državách, v Irsku byl na rozdíl od Anglie ohlas mezi veřejností mizivý. Vysocí preláti totiž žili v poangličtěných městech a to většinou dosti nehodným světským životem. Skutečnou duchovní péči lidu věnovali jen příslušníci žebravých mnišských řádů (ponejvíce františkáni a dominikáni), kteří náboženské novoty odmítali. Když se Jindřichovi doneslo, že mezi Iry většina za hlavu církve stále považuje papeže (s odůvodněním že „papež“ je víc než „lord“ – oficiální titul panovníka byl totiž „Lord of Ireland“), nechal si roku 1541 dublinským parlamentem odhlasovat změnu titulatury na „King of Ireland“ (král Irska). V letech 1541-1800 tak bylo Irské království v personální unii s Anglií, respektive Velkou Británií (po roce 1707). Jak již řečeno, úspěch reformace, dovršené za Eduarda VI. a Alžběty I., byl v Irsku malý. Byla sice po anglickém vzoru ustavena státní církev (Church of Ireland), naprostá většina Irů však setrvala u římskokatolického vyznání. Toto rozdělení poznamenalo další dějiny ostrova až do dnešních dnů. Angličtí panovníci, kteří se obávali, že jejich nepřátelé (zejména Španělsko) využijí Irska jako vedlejšího bojiště, se snažili o důkladné podmanění země. Roku 1592 dala Alžběta I. založit Kolej Nejsvětější Trojice (Trinity College) v Dublinu, první, byť ještě několik století výhradně protestantskou, univerzitu v Irsku. Řada menších vzbouření anglo-irských pánů byla úspěšně potlačena. Proti oklešťování svých starých práv povstala v 90. letech 16. století ulsterská šlechta pod vedením Hugha O'Neilla, hraběte z Tyrone. Na pomoc jim přispěchali Španělé, ale roku 1601 byli povstalci u Kinsale poraženi a roku 1603 kapitulovali. Nakonec se roku 1607 Hugh O'Neill, Rory O'Donnell, hrabě z Tyrconnellu a 97 jejich rodinných příslušníků a přívrženců odebrali do emigrace. Tento „útěk hrabat“ (Flight of the Earls) jen předznamenával úpadek katolického Irska. Na půdu zkonfiskovanou katolickým pánům anglická vláda systematicky usazovala protestantské kolonisty z Anglie a Skotska v naději, že tím dosáhne účinné protiváhy katolíkům. Právě tehdy bylo například město Derry přejmenováno na Londonderry. (V květnu 1984 se městské zastupitelstvo přejmenovalo na Derry City Council, což však neovlivnilo oficiální název města, jak nejnověji potvrdilo rozhodnutí belfastského vrchního soudu z 25. ledna 2007.)